# Европейский маршрут E39

Маршрут Е39 на карте юго-запада Норвегии

Европейский маршрут Е39 — европейский автомобильный маршрут категории А, соединяющий города Тронхейм (Норвегия) на севере и Ольборг (Дания) на юге. Длина маршрута — 1330 км.

## Города, через которые проходит маршрут
Маршрут Е39 проходит через две европейские страны, и включает девять паромных переправ, что является наибольшим количеством паромных переправ для одного маршрута в Европе.
- Норвегия: Тронхейм — Оркангер — Виньеёра — Халса — паром — Стреумснес — Крифаст — Батнфьордсёра — Молде — паром — Вестнес — Шодье — Олесунн — паром — Вольда — паром — Нордфьордейд — паром — Сандане — Фёрде — Лавик — паром — Инстефьорд — Кнарвик — Берген — Ос — паром — Стодь — Свейо — Аксдаль — Бокн — паром — Реннесёу — Рандаберг — Ставангер — Саннес — Хеллеланд — Флеккефьорд — Люнгдал — Мандал — Кристиансанн — паром —
- Дания: Хиртсхальс — Йёрринг — Нёрресуннбю — Ольборг

Е39 пересекается с маршрутами
| - E06 - E14 - E136 |  | - E16 - E18 - E45 |

## Паромы
Автомобильные паромы на маршруте Е39 рассматриваются в качестве неотъемлемой части дорог Норвегии. Паромы ходят согласно расписанию. Установлены фиксированные цены для автомобилей и пассажиров. Паромными переправами занимаются компании Fjord1 и Tide Sjø. Между Кристиансанном и Хирстхальсом паромные услуги предоставляет компания Color Line. Е39 включает в себя следующие паромные переправы с севера на юг (приблизительное время пересечения в минутах):
- Халса — Канестраум (20 мин)
- Молде — Вестнес (35 мин)
- Solevåg — Festøya (20 мин)
- Вольда — Фолькестад (10 мин)
- Анда — Лоте (10 мин)
- Лавик — Оппедаль (20 мин)
- Хальхьем — Sandvikvåg (40 мин)
- Arsvågen — Mortavika (22 мин)
- Кристиансанн — Хиртсхальс (3 часа)

## Фотографии

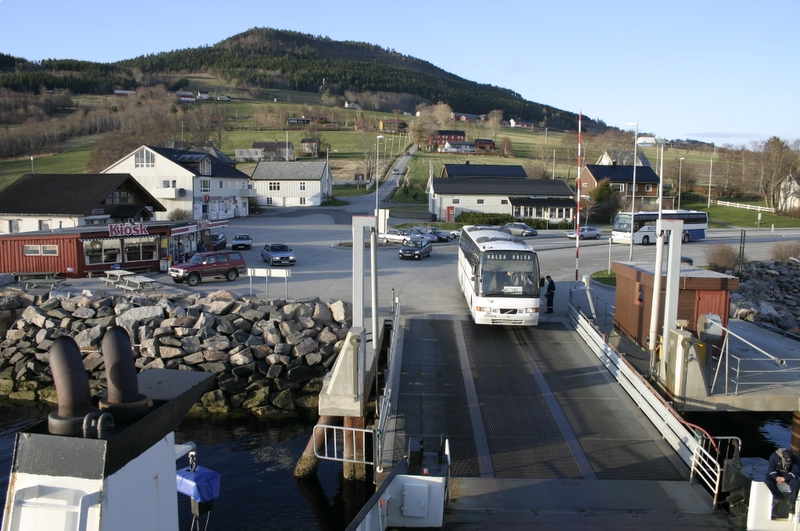
Паром в Халса
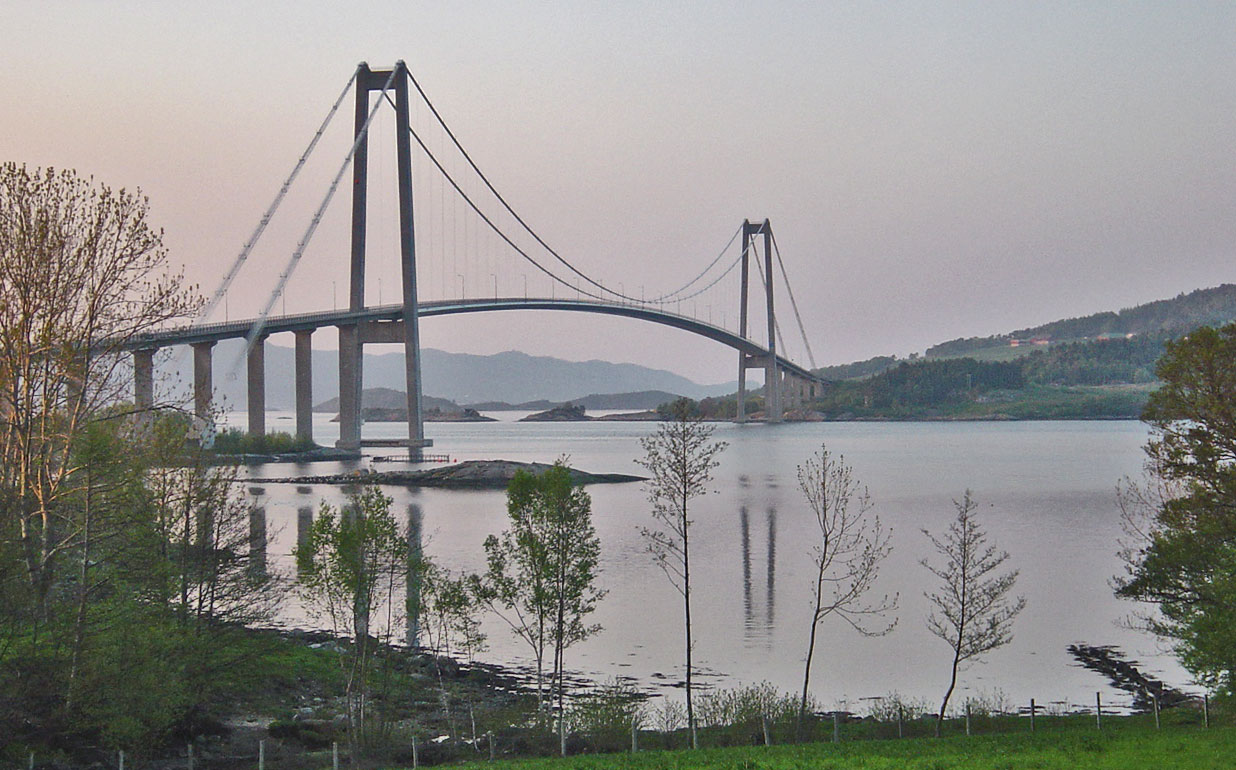
Мост Gjemnessund
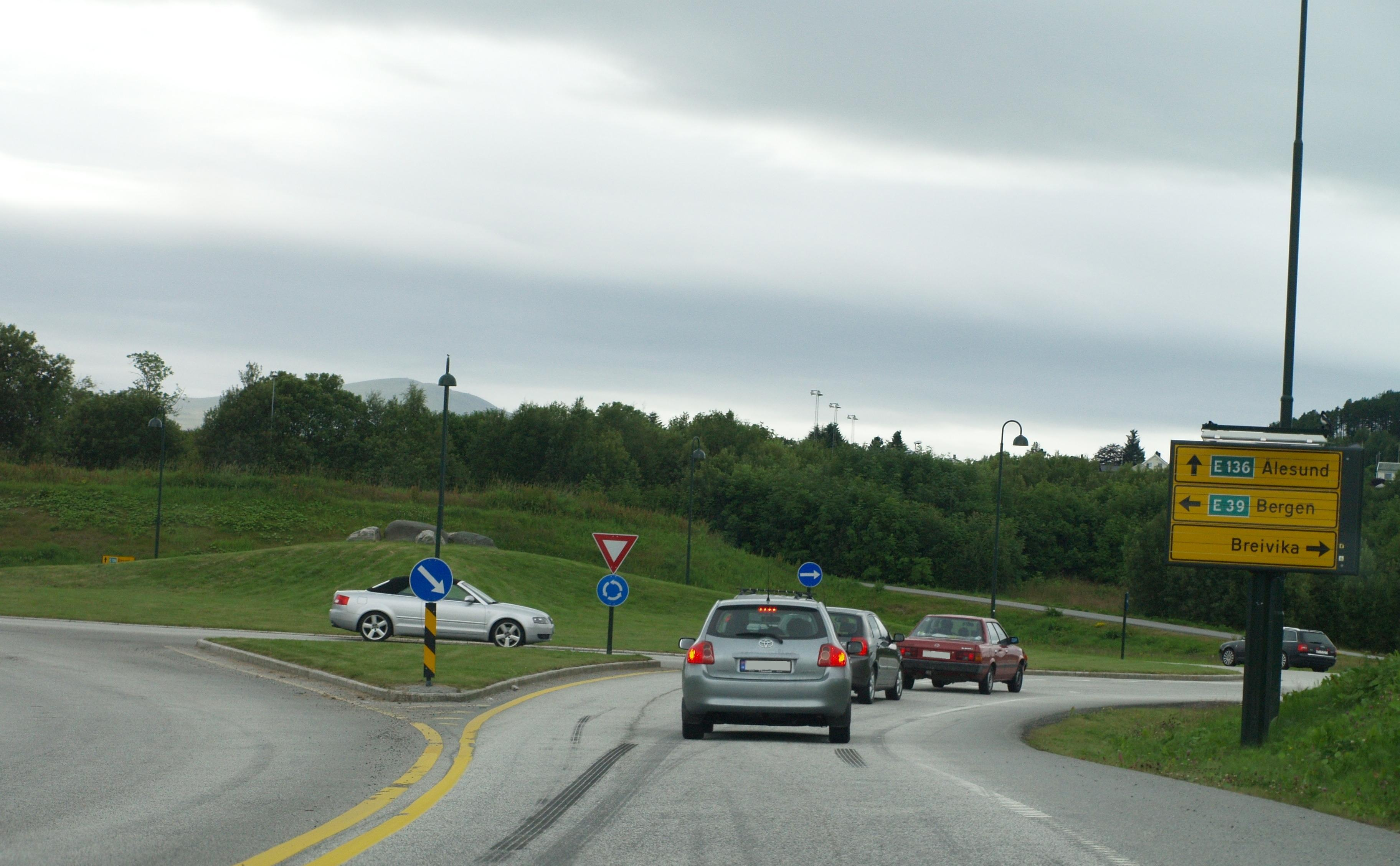
Е39 в Олесунн
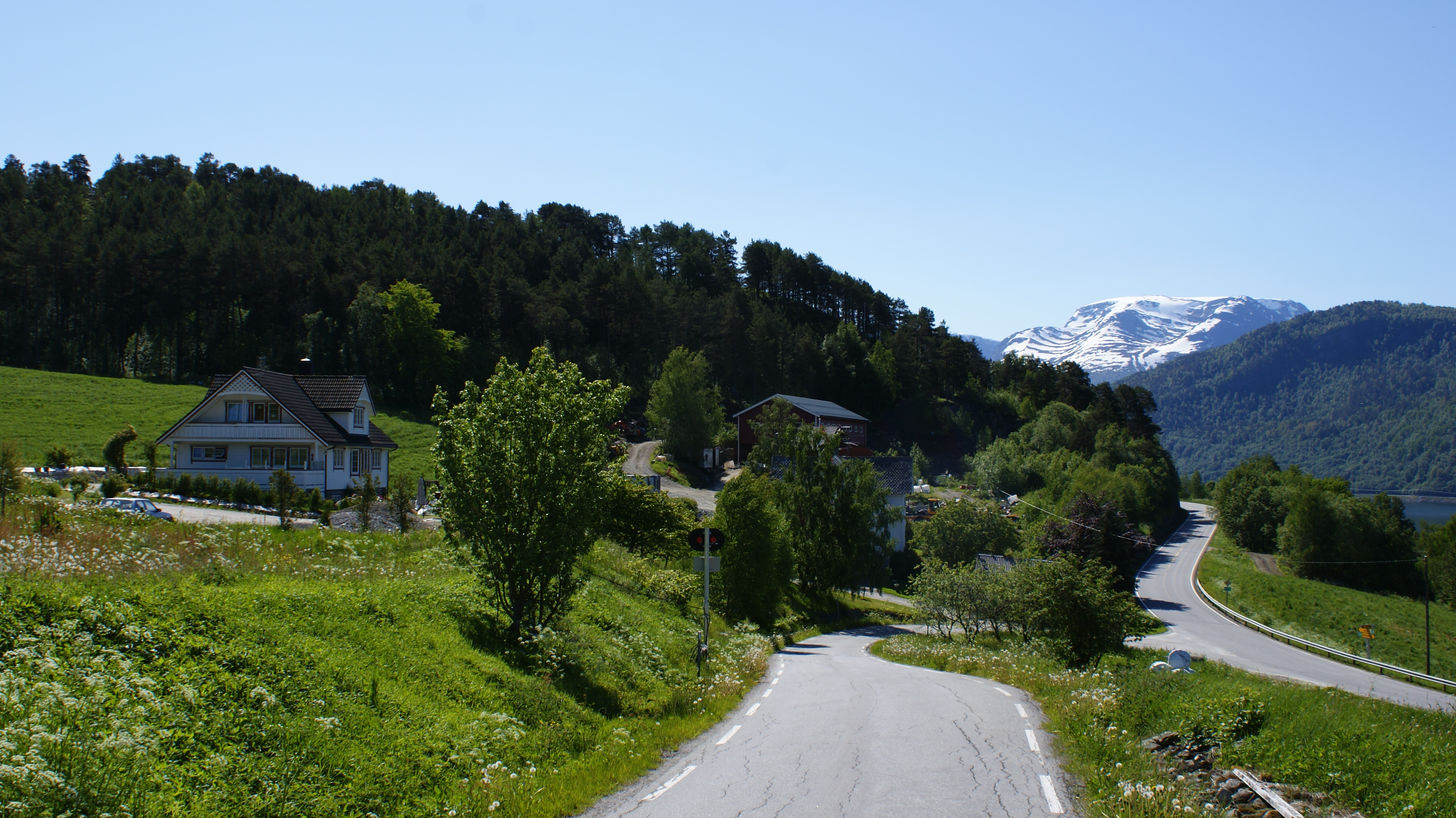
Е39 возле Анда
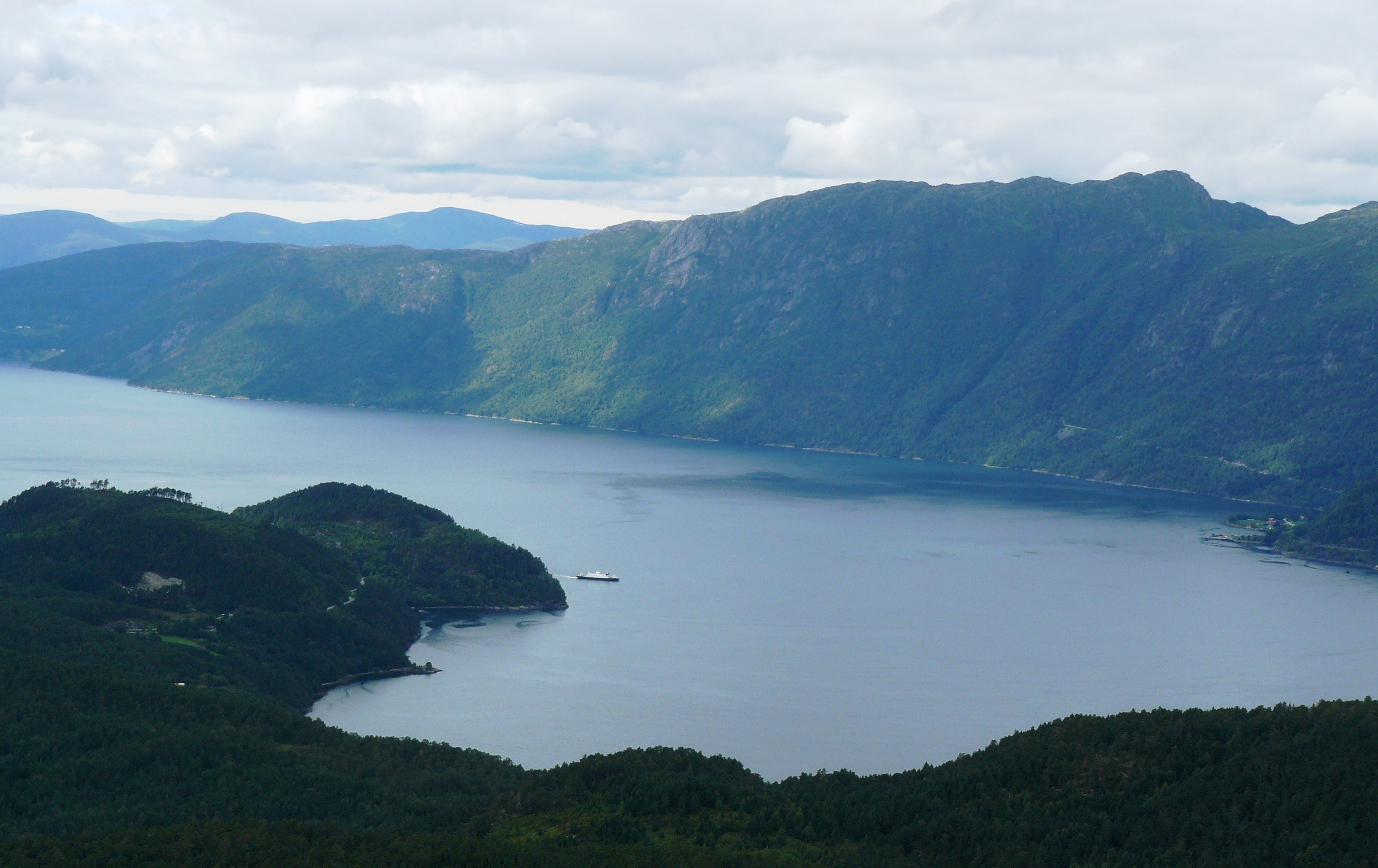
Паромная переправа через фьорд между Анда и Лоте
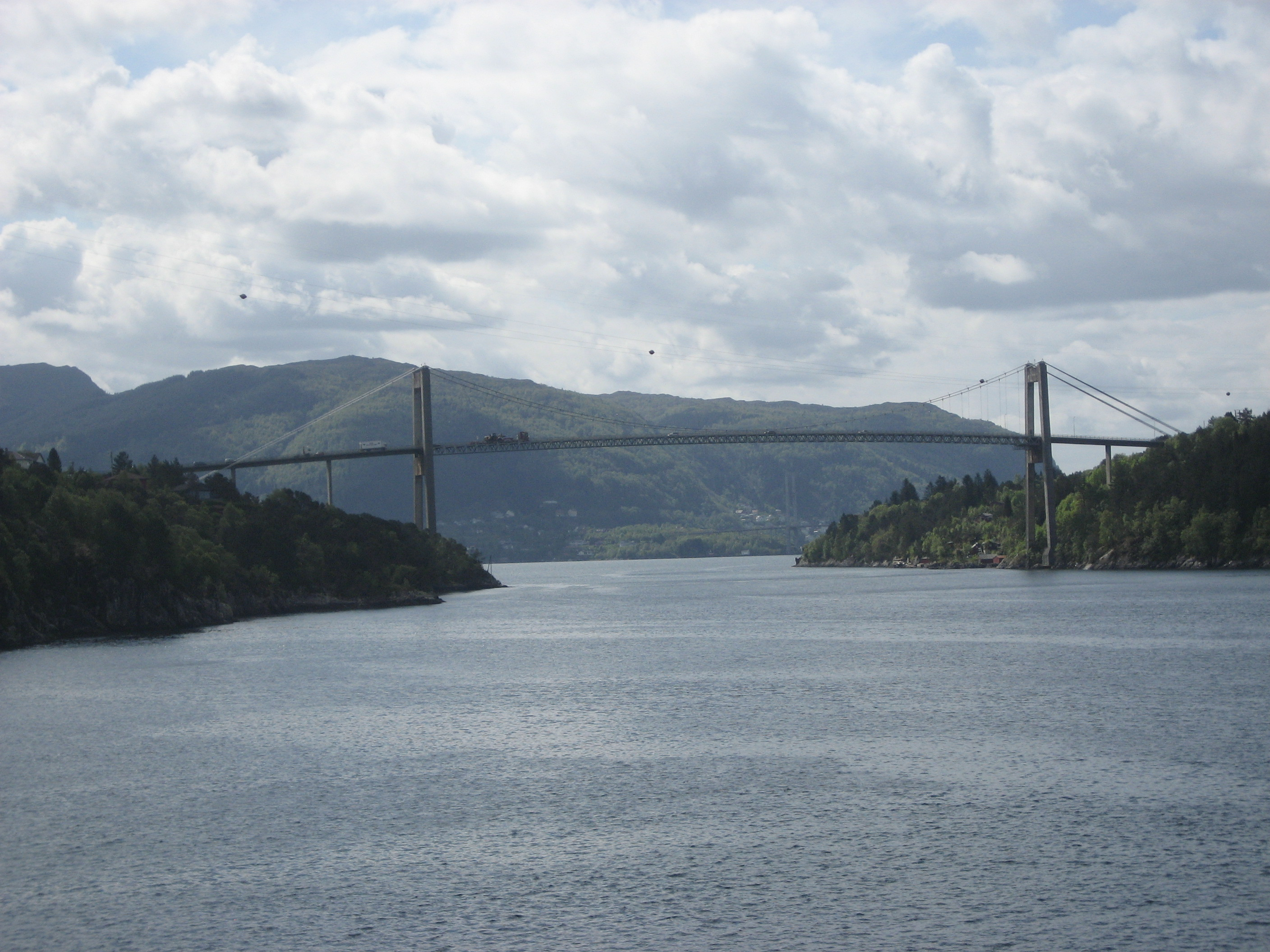
Мост Хагельсунд
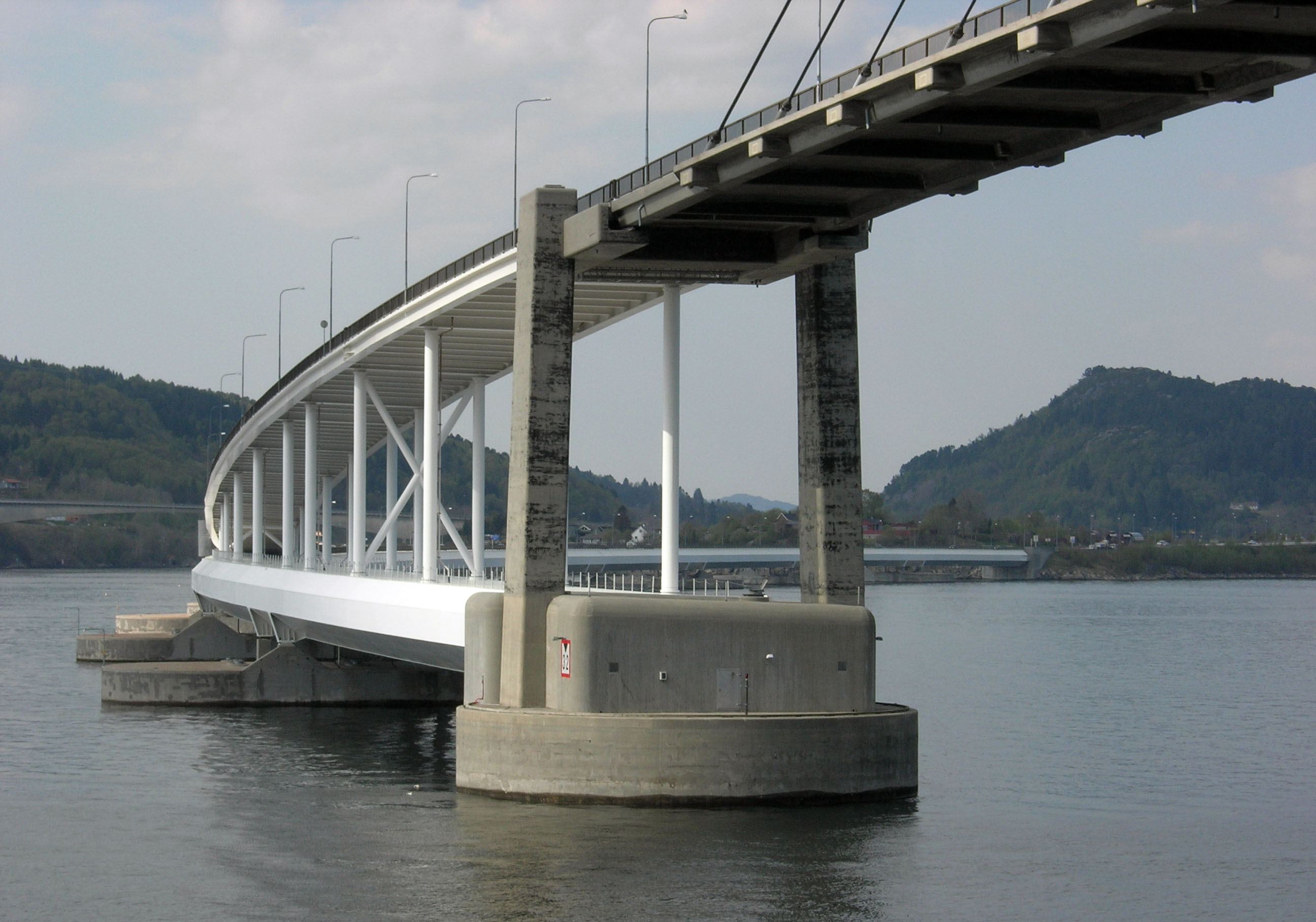
Понтонный мост в Бергене
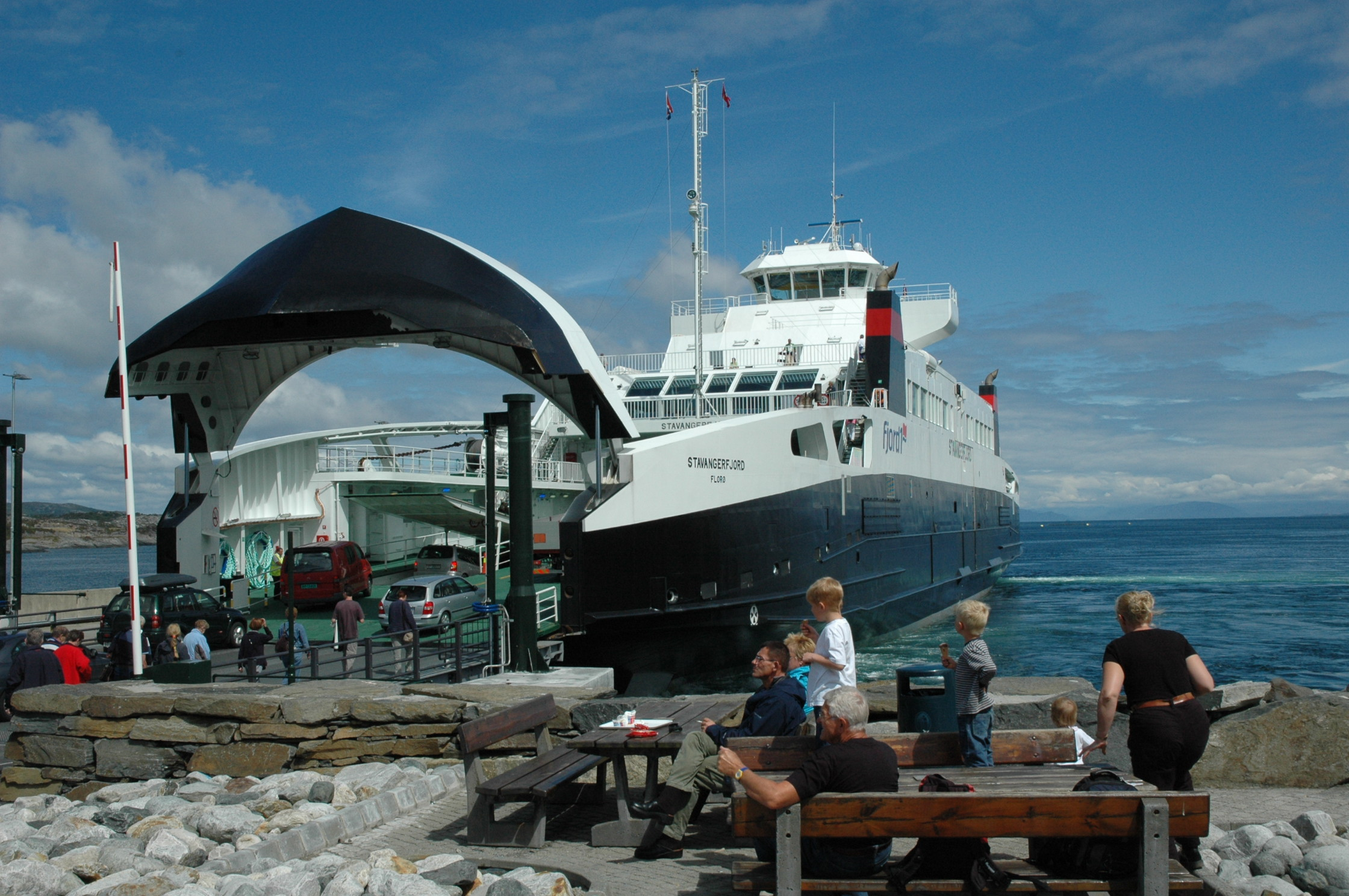
Паром в Arsvågen
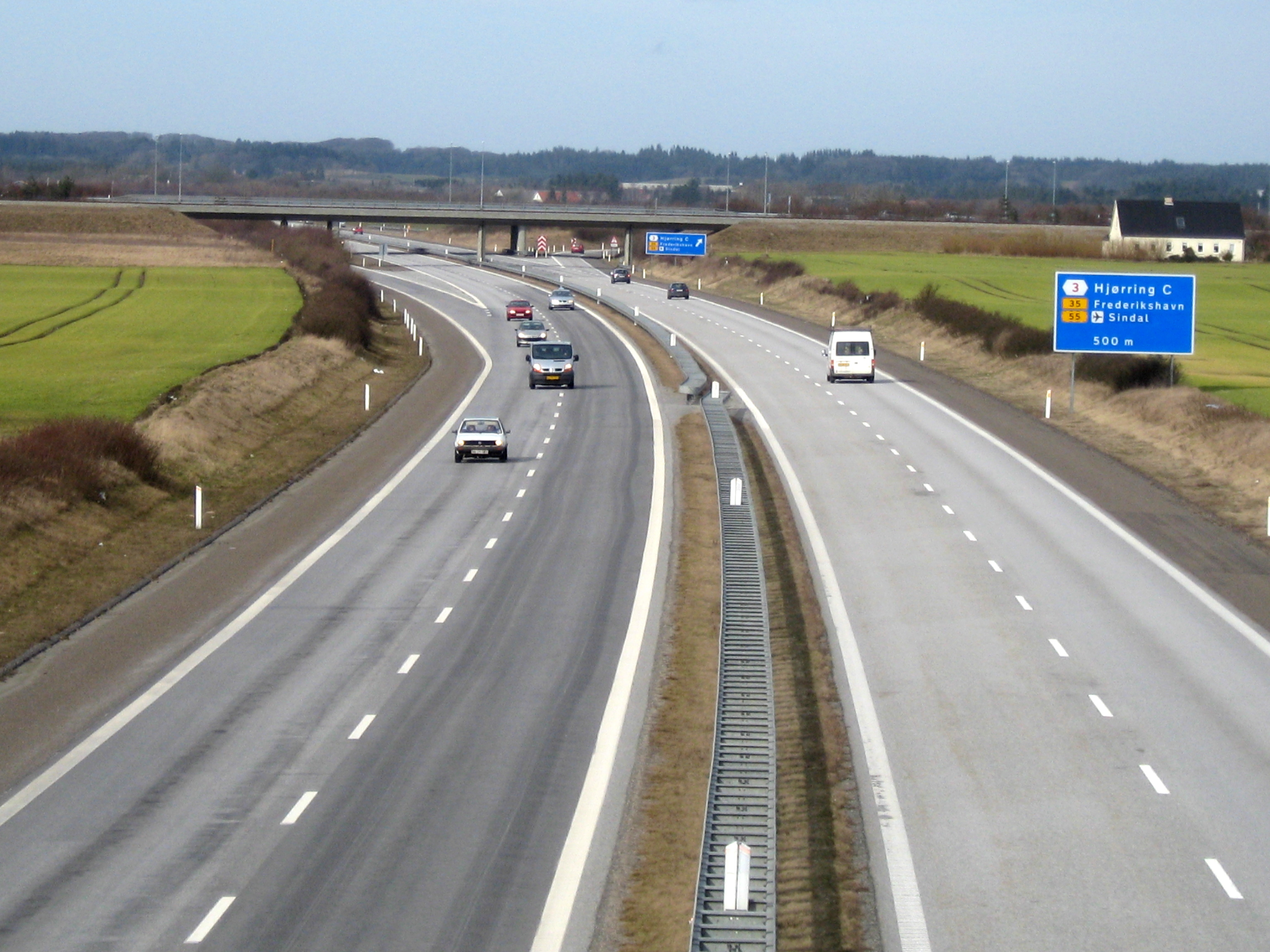
Е39 в Дании
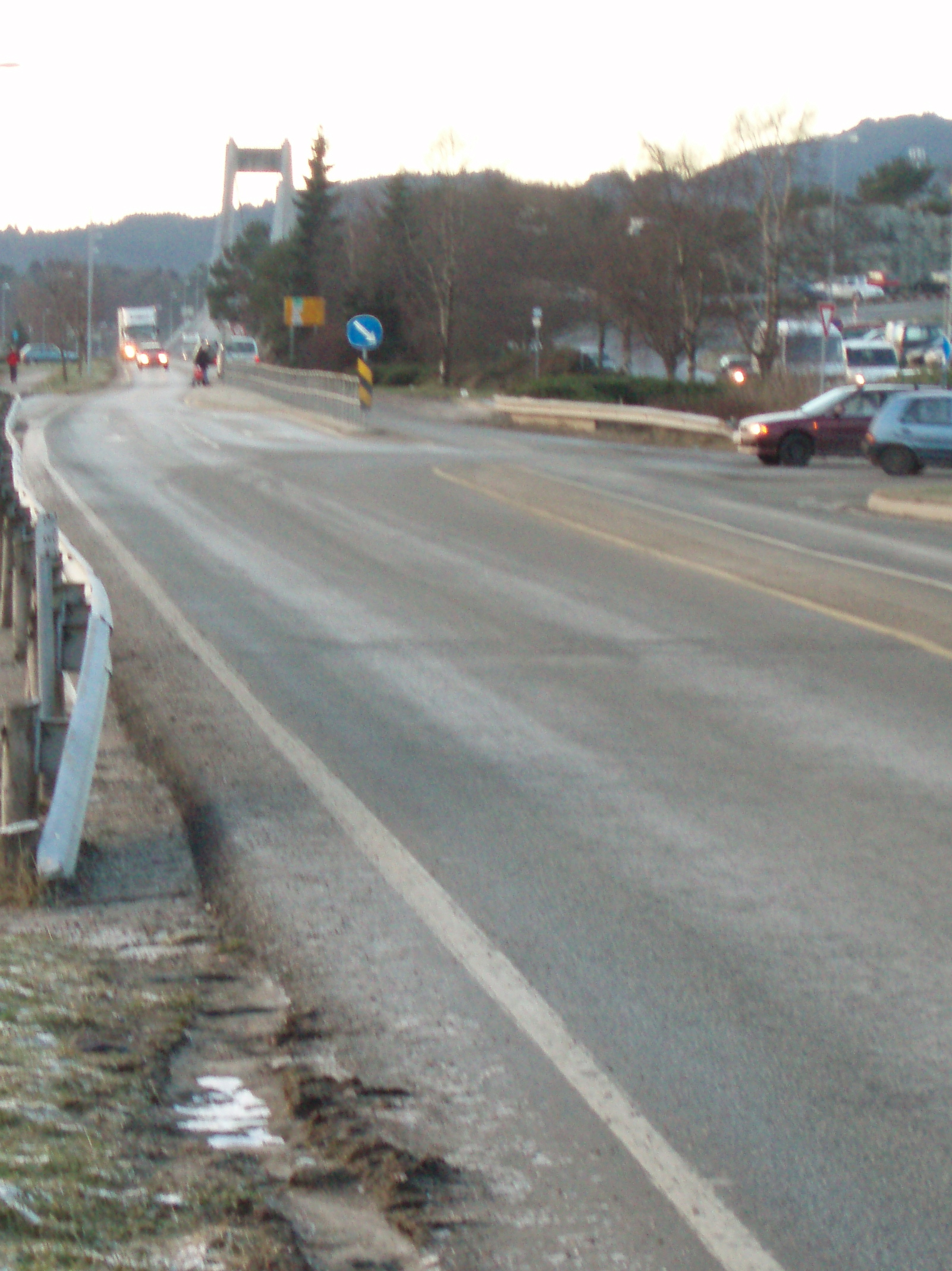
Е39 в Кнарвике, Норвегия